# Kouč „K“
Kouč „K“ (v anglickém originále There Will Be Buds) je 6. díl 28. řady (celkem 602.) amerického animovaného seriálu Simpsonovi. Scénář napsal Matt Selman a díl režíroval Matthew Faughnan. V USA měl premiéru dne 6. listopadu 2016 na stanici Fox Broadcasting Company a v Česku byl poprvé vysílán 1. dubna 2017 na stanici Prima Cool.
Díl byl věnován scenáristovi Simpsonových Kevinu Currahovi, který zemřel 25. října 2016 na komplikace způsobené rakovinou.

## Děj
Během prvního zápasu sezóny amerického fotbalu je na hřiště vpuštěno nadměrné množství kouře, kvůli čemuž do sebe děti naráží a vyděšení rodiče odvezou děti do nemocnice. Právě kvůli této obavě rodičů z otřesů mozku se město rozhodne americký fotbal juniorů zrušit. Na městské schůzi se lidé nemohou dohodnout na žádné alternativě. Když však Kirk za pomocí Homera navrhne jako náhradu lakros, který představí jako „dokonalé spojení fotbalu a hokeje“, Springfielďané souhlasí. 
Tým vytvoří koučové Kirk a Homer; Kirk – zvaný kouč „K“ – skutečně trénuje, zatímco Homer krájí pomeranče. Jejich tým vyhrává zápasy, děti se skvěle baví a dostanou se až do zápasu s hlavním městem. Ačkoli na Homera Kirkovo trenérské umění dělá dojem, stále více a více ho rozčiluje veškerý čas, který jsou nuceni trávit spolu, a také jej štve, že jej Kirk nutí chodit do striptýzových klubů, i když Homer nechce. Poté, co Kirk zaslechne, jak Homer zpívá o své nenávisti k němu, se nedostaví na onen důležitý mistrovský zápas s hlavním městem. 
Před zápasem Homer přizná, že za Kirkovu neúčast může on. Od jeho manželky Luann zjistí, že Kirk vybral všechny své peníze v jednodolarových bankovkách, a okamžitě si uvědomí, že utekl do striptýzového klubu. Po výzvě Marge, týmu a nakonec i zbytku osazenstva se Homer vydá Kirka hledat a najde ho v Clubbbu Sinnn, kde se baví se striptérkami. Po debatě Kirka přesvědčí, aby se vrátil ke koučování. Nakonec se dostaví na zápas právě včas a vyhrajou. Když si pak děti užívají vítěznou pizzu, Homer nabídne Kirkovi upřímné plácnutí. Toto gesto způsobí, že si oba muži zlomí zápěstí a skončí na společném nemocničním pokoji, kde Kirk nadále rozčiluje Homera. 
Během titulků někdo pouští video Kirka na MyTube, kde mj. popisuje přípravu rýžových sendvičů. 

## Přijetí

### Sledovanost
Kouč „K“ dosáhl ratingu 1,4 a sledovalo ho 3,14 milionu lidí, což z něj činí nejsledovanější pořad večera na stanici Fox.

### Kritika
Dennis Perkins z The A.V. Clubu dal epizodě známku B+ a prohlásil: „Díl vypadá skvěle. (…) Díky jasně definovanému pohybu a účelu lakrosových holí je zde také několik opravdu vtipných a napínavě navržených vizuálních gagů… Díky režii Matthewa Faughnana je vše svižné a zábavné. Je to jeden dobře odvyprávěný příběh. Epizoda Simpsonových, která poskytuje trochu času na vydechnutí (tato zcela vynechává znělku a gaučový gag), je často dobrým znamením.“
Tony Sokol, kritik Den of Geek, byl kritičtější a udělil dílu dvě a půl hvězdičky z pěti. „Kouč ‚K‘ vynechává úvodní znělku, což je obvykle dobré znamení, protože to znamená, že autoři měli příliš mnoho příběhu na to, aby si mohli dovolit čas na gaučový gag, ale v tomto případě ho promrhali na vaporizéru pro Kirka Van Houtena.“ Podle Sokola je Kirk ztroskotanec, Bart s Lízou jsou v tomto dílu v ústraní a poznamenal, že „této epizodě by opravdu prospěla silná vedlejší zápletka“.